# George (Południowa Afryka)
George − miasto w Południowej Afryce, w prowincji Przylądkowej Zachodniej, centrum administracyjne gminy George.
Miasto leży u podnóża gór Outeniquaberge, w pobliżu wybrzeża Oceanu Indyjskiego. Około 157 tys. mieszkańców; ośrodek handlowo-usługowy i przemysłowy; zakłady przemysłu obuwniczego, drzewnego, spożywczego.; ośrodek turystyczny; węzeł kolejowy; lotnisko.